# Jasienica Rosielna (gemeente)
De gemeente Jasienica Rosielna is een landgemeente in het Poolse woiwodschap Subkarpaten, in powiat Brzozowski.
De zetel van de gemeente is in Jasienica Rosielna.
Op 30 juni 2004 telde de gemeente 7330 inwoners.

## Oppervlakte gegevens
In 2002 bedroeg de totale oppervlakte van gemeente Jasienica Rosielna 57,55 km², waarvan:
- agrarisch gebied: 62%
- bossen: 28%

De gemeente beslaat 10,65% van de totale oppervlakte van de powiat.

## Demografie
Stand op 30 juni 2004:
| Omschrijving                   | Totaal | Totaal | Vrouwen | Vrouwen | Mannen | Mannen |
| ------------------------------ | ------ | ------ | ------- | ------- | ------ | ------ |
| eenheid                        | aantal | %      | aantal  | %       | aantal | %      |
| inwoners                       | 7330   | 100    | 3747    | 51,1    | 3583   | 48,9   |
| bevolkingsdichtheid (inw./km²) | 127,4  | 127,4  | 65,1    | 65,1    | 62,3   | 62,3   |

In 2002 bedroeg het gemiddelde inkomen per inwoner 1335,65 zł.

## Dorpen in deze gemeente
Jasienica Rosielna, Blizne, Orzechówka, Wola Jasienicka.

## Aangrenzende gemeenten
Brzozów, Domaradz, Haczów, Korczyna